# Sobór św. Mikołaja w Eupatorii
Sobór św. Mikołaja – prawosławny sobór w Eupatorii, w jurysdykcji eparchii symferopolskiej i krymskiej Rosyjskiego Kościoła Prawosławnego.
Pierwsza cerkiew na miejscu dzisiejszego soboru została wzniesiona w końcu XVIII w. z inicjatywy greckiej społeczności Eupatorii. Na patrona obiektu wybrano św. Mikołaja, patrona m.in. kupców i podróżujących przez morze. W 1806 na miejscu starszej świątyni, już za małej dla potrzeb wspólnoty, wzniesiono nową, murowaną. W czasie wojny krymskiej cerkiew silnie ucierpiała: zniszczona została dzwonnica z dzwonami, ikonostas, księgi liturgiczne oraz archiwum parafialne. Pozostałą część wyposażenia zdołał uratować ks. Joann Manżel.
Już po zakończeniu działań wojennych, po upływie kolejnych kilku dekad, ks. Jakow Czepurin wystąpił z inicjatywą wzniesienia nowej świątyni, która nie tylko mogłaby zaspokajać potrzeby rosnącej wspólnoty, ale i stałaby się pomnikiem wyparcia sił angielsko-turecko-francuskich z Eupatorii. W 1891 podjęto zbiórkę funduszy na budowę; w 1892 sumą 36 tys. rubli wsparł ją car Aleksander III. 11 lipca 1893 biskup symferopolski i taurydzki Martynian poświęcił kamień węgielny. 16 lutego 1899 biskup wolski Nikon poświęcił gotowy obiekt.
Autorem projektu budynku był Aleksandr Bernardazzi. Budową soboru kierował inż. Wiaczesław Gieniczek. Według jego pomysłu wykonano główną kopułę utrzymanej w stylu neobizantyńskim świątyni – betonową konstrukcję o średnicy 18 metrów i wadze 156,6 ton. Ikonostas dla świątyni powstał we Florencji, zaś dekorujące jej ściany freski wykonali nauczyciele miejscowego gimnazjum W. Sokołowski i S. Strojew. Sobór mógł jednorazowo pomieścić 2000 wiernych.
W cerkwi umieszczono trzy ołtarze – św. Aleksandra Newskiego, św. Jakuba i św. Mikołaja. W pierwszym z nich przechowywane były rosyjskie chorągwie z okresu wojny krymskiej.
Po rewolucji październikowej cerkiew była na przemian zamykana i otwierana. W okresach, gdy nie była udostępniana wiernym, mieściła m.in. pracownię malarską i magazyn zboża, co doprowadziło do całkowitego zniszczenia jej wystroju wnętrza. Po upadku ZSRR ponownie czynna.